# Onthophagus victor
Onthophagus victor är en skalbaggsart som beskrevs av Sharp 1875. Onthophagus victor ingår i släktet Onthophagus och familjen bladhorningar. Inga underarter finns listade i Catalogue of Life.